# Bolkhovsky (huyện)
Huyện Bolkhovsky (tiếng Nga: ? райо́н) là một huyện hành chính tự quản (raion), của Tỉnh Orel, Nga. Huyện có diện tích 1167 kilômét vuông. Trung tâm của huyện đóng ở Bolkhov.